# Pajot Hills Classic 2016
La 1re édition de la Pajot Hills Classic a eu lieu le 30 mars 2016. Elle fait partie du calendrier UCI en catégorie 1.2. Elle est remportée par la Néerlandaise Marianne Vos.

## Récit de la course
Alison Tetrick s'échappe seule en début de course. Elle est reprise par le peloton. Entre le mur de Grammont et le Bosberg, le peloton se scinde en plusieurs parties. Le groupe de tête comprend une quarantaine de coureuses. À vingt kilomètres de l'arrivée,  Katarzyna Niewiadoma,  Anna van der Breggen, Megan Guarnier, Elisa Longo Borghini et Ellen van Dijk attaquent. Le peloton revient sur elles à environ cinq kilomètres de l'arrivée. Un sprint légèrement montant départage les coureuses. Marianne Vos se montre la plus rapide devant Megan Guarnier et Lotta Lepistö.

## Classements

### Classement final
| \| Classement général \| Classement général \| Classement général \| Classement général \| Classement général \| \| Coureuse \| Coureuse \| Pays \| Équipe \| Temps \| \| ------------------ \| ------------------------- \| ------------------ \| ------------------- \| ------------------ \| \| 1re \| Marianne Vos \| Pays-Bas \| Rabo Liv Women \| 3 h 08 min 14 s \| \| 2e \| Megan Guarnier \| États-Unis \| Boels Dolmans \| + 0 s \| \| 3e \| Lotta Lepistö \| Finlande \| Cervélo Bigla \| + 0 s \| \| 4e \| Pauline Ferrand-Prévot \| France \| Rabo Liv Women \| + 0 s \| \| 5e \| Jolien D'Hoore \| Belgique \| Wiggle High5 \| + 0 s \| \| 6e \| Lauren Kitchen \| Australie \| Hitec Products \| + 0 s \| \| 7e \| Maria Giulia Confalonieri \| Italie \| Lensworld-Zannata \| + 0 s \| \| 8e \| Ashleigh Moolman \| Afrique du Sud \| Cervélo Bigla \| + 0 s \| \| 9e \| Sofie De Vuyst \| Belgique \| Lotto Soudal Ladies \| + 0 s \| \| 10e \| Camilla Møllebro Pedersen \| Danemark \| BMS BIRN \| + 0 s \| |                           |                |                     |                 |
| |                           |                |                     |                 |
| Source : ProCyclingStats |                           |                |                     |                 |
| Classement général |                           |                |                     |                 |
| Coureuse | Coureuse                  | Pays           | Équipe              | Temps           |
| 1re | Marianne Vos              | Pays-Bas       | Rabo Liv Women      | 3 h 08 min 14 s |
| 2e | Megan Guarnier            | États-Unis     | Boels Dolmans       | + 0 s           |
| 3e | Lotta Lepistö             | Finlande       | Cervélo Bigla       | + 0 s           |
| 4e | Pauline Ferrand-Prévot    | France         | Rabo Liv Women      | + 0 s           |
| 5e | Jolien D'Hoore            | Belgique       | Wiggle High5        | + 0 s           |
| 6e | Lauren Kitchen            | Australie      | Hitec Products      | + 0 s           |
| 7e | Maria Giulia Confalonieri | Italie         | Lensworld-Zannata   | + 0 s           |
| 8e | Ashleigh Moolman          | Afrique du Sud | Cervélo Bigla       | + 0 s           |
| 9e | Sofie De Vuyst            | Belgique       | Lotto Soudal Ladies | + 0 s           |
| 10e | Camilla Møllebro Pedersen | Danemark       | BMS BIRN            | + 0 s           |

### Barème des points UCI
| Position           | 1er | 2e | 3e | 4e | 5e | 6e | 7e | 8e | 9e | 10e |
| Classement général | 40  | 30 | 16 | 12 | 10 | 8  | 6  | 3  | 2  | 1   |